# Топ Ґан: Меверік
«Топ Ґан: Меверік» (англ. Top Gun: Maverick) — американський драматичний бойовик 2022 року режисера Джозефа Косинскі. Стрічка є продовженням фільму 1986 року «Найкращий стрілець». Том Круз і Вел Кілмер повертаються до своїх ролей.
Спочатку було заплановано випустити фільм 12 липня 2019 року, але це було відкладено через пандемію коронавірусної хвороби і конфлікт із виходом інших фільмів, і вихід кінострічки запланували на 19 листопада 2021 року. 1 вересня 2021 року Paramount Pictures оголосила, що фільм вийде 27 травня 2022 року.
У фільмі зображені винищувачі: P-51, F/A-18E, F/A-18F, Су-57 відтворений за допомогою комп'ютерної графіки, F-14 відтворений за допомогою архівного матеріалу з першої частини та комп'ютерної графіки; а також ударний вертоліт Мі-24.

## Синопсис
Дія фільму відбувається через 36 років після подій, описаних у першому фільмі. Легендарний повітряний ас Пітер Мітчел згоджується попрацювати новим льотним інструктором групи військових льотчиків, де також навчається Бредлі "Задира" Бредшоу, син Ніка "Гусака" Бредшоу, який прагне стати льотчиком як його батько.

## У ролях
| Актор              | Роль                                      |
| ------------------ | ----------------------------------------- |
| Том Круз           | капітан Піт «Меверік» Мітчелл             |
| Майлз Теллер       | Бредлі «Рустер» Бредшоу                   |
| Вел Кілмер         | адмірал Том «Айсмен» Казанскі             |
| Дженніфер Коннеллі | Пені Бенджамін                            |
| Джон Гемм          | віце-адмірал Бо «Циклон» Сімпсон          |
| Ед Гарріс          | контрадмірал                              |
| Моніка Барбаро     | Наташа «Фенікс» Трейс                     |
| Менні Джасінто     | лейтенант Фріц                            |
| Льюїс Пуллман      | пілот-стажист Роберт «Боб» Флойд          |
| Ґлен Пауелл        | пілот-стажист Лейтенант «Шибеник» Сересін |
| Джейк Пікінґ       | лейтенант Бріґам «Гарвард» Леннокс        |
| Пітер Марк Кендалл | Саймон                                    |
| Башір Салагуддін   | Берні «Гондо» Коулман                     |
| Чарльз Парнелл     | Соломон «Ворлок» Бейтс                    |
| Реймонд Лі         | Лоґан «Єль» Лі                            |
| Ліліана Рей        | Амелія Бенджамін, дочка Пенні             |
| Джин Луїза Келлі   | Сара Казанскі                             |

## Створення фільму

### Виробництво
У 2010 році Paramount Pictures запропонувала Джеррі Брукгаймеру та Тоні Скотту роботу над сиквелом «Найкращий стрілець». У 2017 році Том Круз підтвердив участь Гарольда Фальтермаєра як композитора. Невдовзі цього ж місяця з'явилась інформація про залучення Джозефа Косінскі як режисера стрічки. Попереднє виробництво почалось 30 травня 2018 року в Сан-Дієго, США. У жовтні 2018 року стало відомо, що Ганс Ціммер став композитором фільму разом із Гарольдом Фальтермаєром.

### Творча група
- Кінорежисер — Джозеф Косінскі
- Сценарист — Пітер Крейг, Джастін Маркс, Крістофер МакКуоррі, Ерік Воррен Сінгер
- Кінопродюсер — Джеррі Брукгаймер, Том Круз, Дана Голдберг, Девід Еллісон, Дон Грангер
- Композитор — Ганс Циммер, Гарольд Фальтермаєр
- Кіномонтаж — Едді Гамільтон
- Художник-постановник — Джеремі Гіндл
- Артдиректор — Девід Меєр, Лорен І. Поліззі
- Художник-декоратор — Жан Паскаль
- Художник-костюмер — Марлін Стюарт
- Підбір акторів — Деніс Шаміан[16]

### Фільмування
30 травня 2018 року в Сан-Дієго розпочалися перші фільмування. Наприкінці серпня фільмувальна група із 15 осіб із «Paramount» та «Bruckheimer Films» знаходилась на борту авіаносця, котрий базується в Норфолку, USS Abraham Lincoln, щоб фільмувати сцени у кабіні екіпажу. У середині лютого 2019 року Круз і виробнича команда були помічені на борту USS Theodore Roosevelt. У березні фільмування були завершені.
Основне фільмування стрічки продовжувалось до 15 квітня 2019 року в Сан-Дієго, штат Каліфорнія; Лемур, Каліфорнія; Китайському озері, Каліфорнія; озері Тахо, Каліфорнія; Сіетлі, Вашингтон і річці Патаксент, штат Мериленд.

## Продовження
У травні 2022 року Майлз Теллер, актор ролі Бредлі Бредшоу («Рустер»), розповів, що він пропонував студії Paramount Pictures ідею продовження, яке буде мати умовну назву «Топ Ґан: Рустер» і буде зосереджено на його персонажеві. У липні того ж року він заявив, що веде постійні переговори з Томом Крузом щодо продовження.